# Кууджуарапик
Кууджуарапик (англ. Kuujjuarapik, фр. Kuujjuarapik, инуктитут ᑰᔾᔪᐊᕌᐱᒃ) — самая южная из 14 инуитских «северных деревень» в округе Кативик, район Нунавик, регион Север Квебека, провинция Квебек, Канада.

## География, транспорт, этимология
Кууджуарапик, населённый инуитами, расположен на юго-восточном берегу Гудзонова залива в устье реки Гранд-Бален. К деревне практически вплотную, через реку, примыкает деревня племени кри под названием Вапмагоостуи с населением около 800 человек — фактически, эти два населённых пункта являются одним целым.

Площадь Кууджуарапика составляет 8,16 км². Жилую часть деревни с востока окружают холмы высотой до 110 метров.
Автомобильных дорог до деревни не проложено, связь с «большой землёй» обеспечивает аэропорт (одна гравийная полоса длиной 1549 метров, в 2010 году обработано 6388 операций взлёт-посадка), два-три месяца в конце лета также возможна водная навигация.
На языке местных эскимосов название деревни означает «Маленькая великая река». 

## История

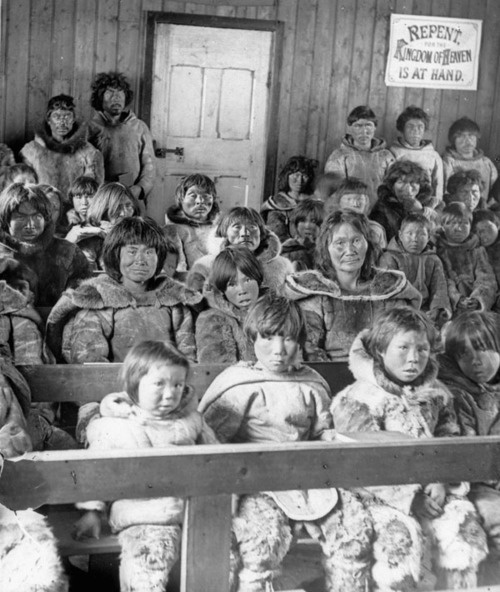
В церкви. 1902—1904 гг.

В 1820—1821 году Компания Гудзонова залива (КГЗ) основала на месте будущей деревни торговый пост. В течение трёх последующих десятилетий он был известен как Грейт-Уэйл-Ривер-Хаус, Грейт-Уэйл-Ривер и просто Грейт-Уэйл. На картах 1851 и 1854 годов он был обозначен как Уэйл-Ривер-Хаус, Уэйл-Хаус. В 1882 году здесь появились англиканская, а в 1890-м — католическая миссии. В 1895 году была установлена государственная метеостанция. Перепись 1901 года сообщила, что в поселении проживали 216 человек, хотя делалась оговорка, что цифры очень примерные, поскольку почти все местные эскимосы использовали территорию фактории как временный летний лагерь. Заметное количество инуитов стало постоянно проживать здесь лишь с конца 1930-х годов.

В 1940 году, в связи с началом войны, близ поселения появилась американская военная база, на которой трудились в основном инуиты и кри. В 1941 году торговый пост КГЗ был закрыт. В 1948 году военная база за ненадобностью была передана Правительству Канады, и в 1955 году она стала радарной станцией на линии Mid-Canada Line. В 1961 году правительство Квебека приняло решение о переименовании некоторых населённых пунктов региона на французский манер: так деревня стала называться Гранд-Бален, а позднее Пост-де-ла-Бален (Гранд-Бален — французское название реки, на которой стоит деревня, на русский язык дословно переводится как «Великий кит»). В 1965 году радарная станция была закрыта, но её инфраструктура значительно помогла развитию поселения. 7 июня 1980 года поселение было инкорпорировано со статусом «северная деревня», и она официально получила нынешнее коренное название.

В 1982 году в деревне прошёл референдум в связи с грядущим осуществлением проекта «Залив Джеймс», который должен будет понизить уровень реки, на которой стоит деревня, что приведёт к сокращению добычи рыбы. Большинством голосов было принято решение покинуть обжитое место и переехать на 160 километров севернее, в деревню Умиуджак. Хотя и не все согласились на переезд, в течение следующих четырёх лет население Кууджуарапика заметно сократилось.

## Климат
Климат Кууджуарапика суровый, с длинными холодными зимами и прохладным летом: отрицательные температуры воздуха фиксировались в любые месяца года, в том числе и летние. Для него характерно медленное понижение температуры с августа по ноябрь, сухая весна, влажная осень с сильными ветрами.

Максимальная температура воздуха, зарегистрированная в деревне за период с 1981 по 2010 год, составила 37°С, минимальная — -49,4°С. Самый тёплый месяц — август со среднедневной температурой 11,8°С, самый холодный — январь (-23,3°С). В среднем за год на деревню выпадает 422 мм дождя, самый влажный месяц — сентябрь (107 мм, 20 дождливых дней в месяце), в зимние месяцы дождь крайне редок — в среднем 0,05—0,65 мм в месяц. В среднем за год на деревню выпадает 249 см снега, самый снежный месяц — ноябрь (59 см, 20,6 снежных дней в месяце), в июле и августе снега ни разу за 30 лет зафиксировано не было. В среднем за год над деревней солнце светит 1474,3 часов (31,2 % от всех возможных солнечных часов), самый солнечный месяц — июль (213,5 ч, 41 % от всех возможных солнечных часов), самый хмурый — ноябрь (34,2 ч, 13,5 % от всех возможных солнечных часов).

## Демография
Население деревни:
- 1991 год — 605 человек
- 1996 год — 579 человек
- 2001 год — 555 человек[6]
- 2006 год — 568 человек[6]

Согласно переписи 2011 года в Кууджуарапике проживали 657 человек, что на 15,7 % больше, чем пять лет назад, было 204 дома. Около 265 человек были младше 20 лет, около 15 старше 70 лет, средний возраст жителя составлял 25,9 лет. Опрос 460 жителей старше 15 лет показал, что 265 из них не состоят в браке (официальном или гражданском), в том числе 230 человек никогда в браке не были. Из 160 семей 35 состояли из пяти и более членов.
По оценке 2014 года в Кууджуарапике проживают 696 человек, а площадь города составляет 7,09 км², в том числе 0,07 км² — открытые водные пространства.